# Corchorus brevicornutus
Corchorus brevicornutus är en malvaväxtart som beskrevs av K. Vollesen. Corchorus brevicornutus ingår i släktet Corchorus och familjen malvaväxter. Inga underarter finns listade i Catalogue of Life.